# Selenid platičitý
Selenid platičitý je anorganická sloučenina se vzorcem PtSe2. Má vrstevnatou strukturu, lze jej exfoliovat na monovrstvy. Selenid platičitý je v závislosti na tloušťce polokov nebo polovodič.

## Příprava
Poprvé byl připraven syntézou z prvků roku 1909. Lze jej připravit i zahříváním platinové fólie v parách selenu na teplotu 400 °C.
Monovrstvu selenidu lze připravit vystavením vrstvy platiny 111 parám selenu při teplotě 270 °C.
Dále jej lze připravit i srážením z vodného roztoku platičité soli pomocí selanu nebo zahříváním chloridu platičitého se selenem.

## Vlastnosti
Vytváří vrstevnaté krystaly se strukturou jodidu kademnatého. Vrstvy atomů platiny jsou obklopeny vrstvami selenu.
V bulkovém stavu se chová jako polokov, po exfoliaci na několik málo vrstev se stává polovodičem. Jeho vodivost může být ovlivněna kontaktem s některými plyny, např. oxidem dusičitým, toho lze využít při konstrukci plynových čidel.

## Výskyt
V přírodě se vyskytuje jako minerál sudovikovit, pojmenovaný po ruském petrologovi N.G. Sudovikovi.

## Využití
Selenid platičitý se využívá jako katalyzátor a fotokatalyzátor a také při konstrukci unipolárních tranzistorů.